# Artur Jusupov (fotbalista)
Artur Rimovič Jusupov (rusky: Артур Римович Юсупов, tatarsky: Артур Рим улы Йосыпов; * 1. září 1989) je bývalý ruský profesionální fotbalista, který hrál na pozici záložníka.

## Klubová kariéra
Svůj profesionální debut si odbyl v roce 2006 v Professionalnaje futbalnaje lize za Akademiji Togliatti.
Svůj debut v Ruské Premier Lize si odbyl 8. listopadu 2009 za Dynamo Moskva v zápase proti Spartaku Nalčik.
Jeho smlouva se Zenitem Petrohrad byla ukončena na základě vzájemné dohody 25. července 2018 a téhož dne podepsal smlouvu s Rostovem.
Dne 11. ledna 2019 byla jeho smlouva s Rostovem po vzájemné dohodě zrušena. Dne 14. ledna se vrátil do Dynama Moskva.
Dne 7. září 2020 přestoupil do Soči. Dne 31. května 2024 Soči opustil, protože mu vypršela smlouva.
Dne 19. června 2024 se Jusupov vrátil do FK Chimki. V prvních 10 zápasech sezóny Jusupov odehrál 35 minut v zápase Ruského poháru a objevil se na lavičce v jednom ligovém zápase. Dne 14. září 2024 byla jeho smlouva s Chimkami ukončena po dohodě obou stran.
Dne 19. září 2024 podepsal Jusupov smlouvu s Uralem Jekatěrinburg ve Futbolnaje nacionalnaje lize. Ural opustil v prosinci 2024. Jusupov oznámil odchod do fotbalového důchodu v lednu 2025.

## Reprezentační kariéra
Svůj debut v ruském národním týmu si odbyl 17. listopadu 2015 v přátelském zápase proti Chorvatsku.

## Statistiky

### Klubové
Platí k zápasu hranému 7. prosince 2024.
| Klub                | Sezóna            | Liga                             | Liga   | Liga | Národní pohár | Národní pohár | Kontinentální | Kontinentální | Ostatní | Ostatní | Celkově | Celkově |
| Klub                | Sezóna            | Soutěž                           | Zápasy | Góly | Zápasy        | Góly          | Zápasy        | Góly          | Zápasy  | Góly    | Zápasy  | Góly    |
| ------------------- | ----------------- | -------------------------------- | ------ | ---- | ------------- | ------------- | ------------- | ------------- | ------- | ------- | ------- | ------- |
| Akademija Togliatti | 2006              | Professionalnaja futbalnaja liga | 22     | 1    | 1             | 0             | –             | –             | –       | –       | 23      | 1       |
| Akademija Togliatti | 2007              | Professionalnaja futbalnaja liga | 26     | 2    | 1             | 0             | –             | –             | –       | –       | 27      | 2       |
| Akademija Togliatti | Celkově           | Celkově                          | 48     | 3    | 2             | 0             | —             | —             | —       | —       | 50      | 3       |
| Togliatti           | 2008              | Professionalnaja futbalnaja liga | 27     | 3    | 2             | 0             | –             | –             | –       | –       | 29      | 3       |
| Dynamo Moskva       | 2009              | Ruská Premier Liga               | 1      | 0    | 0             | 0             | 0             | 0             | –       | –       | 1       | 0       |
| Chimki              | 2010              | Futbolnaja nacionalnaja liga     | 36     | 7    | 1             | 0             | –             | –             | –       | –       | 37      | 7       |
| Dynamo Moskva       | 2011/12           | Ruská Premier Liga               | 26     | 1    | 4             | 0             | –             | –             | –       | –       | 30      | 1       |
| Dynamo Moskva       | 2012/13           | Ruská Premier Liga               | 25     | 2    | 1             | 0             | 3             | 1             | –       | –       | 29      | 3       |
| Dynamo Moskva       | 2013/14           | Ruská Premier Liga               | 24     | 2    | 1             | 0             | –             | –             | –       | –       | 25      | 2       |
| Dynamo Moskva       | 2014/15           | Ruská Premier Liga               | 21     | 1    | 1             | 0             | 7             | 1             | —       | —       | 29      | 2       |
| Zenit Petrohrad     | 2015/16           | Ruská Premier Liga               | 23     | 0    | 4             | 1             | 6             | 0             | 1       | 0       | 34      | 1       |
| Zenit Petrohrad     | 2016/17           | Ruská Premier Liga               | 17     | 1    | 1             | 0             | 2             | 0             | 1       | 0       | 21      | 1       |
| Zenit Petrohrad     | Celkově           | Celkově                          | 40     | 1    | 5             | 1             | 8             | 0             | 2       | 0       | 55      | 2       |
| Rostov              | 2017/18           | Ruská Premier Liga               | 16     | 1    | 0             | 0             | –             | –             | –       | –       | 16      | 1       |
| Rostov              | 2018/19           | Ruská Premier Liga               | 13     | 0    | 3             | 1             | –             | –             | –       | –       | 16      | 1       |
| Rostov              | Celkově           | Celkově                          | 29     | 1    | 3             | 1             | —             | —             | —       | —       | 32      | 2       |
| Dynamo Moskva       | 2018/19           | Ruská Premier Liga               | 12     | 1    | –             | –             | –             | –             | –       | –       | 12      | 1       |
| Dynamo Moskva       | 2019/20           | Ruská Premier Liga               | 21     | 1    | 0             | 0             | –             | –             | –       | –       | 21      | 1       |
| Dynamo Moskva       | Celkově           | Celkově                          | 130    | 8    | 7             | 0             | 10            | 2             | —       | —       | 147     | 10      |
| Soči                | 2020/21           | Ruská Premier Liga               | 23     | 7    | 4             | 2             | –             | –             | –       | –       | 27      | 9       |
| Soči                | 2021/22           | Ruská Premier Liga               | 26     | 8    | 1             | 0             | 3             | 0             | –       | –       | 30      | 8       |
| Soči                | 2022/23           | Ruská Premier Liga               | 26     | 3    | 4             | 0             | –             | –             | –       | –       | 30      | 3       |
| Soči                | 2023/24           | Ruská Premier Liga               | 23     | 1    | 5             | 0             | –             | –             | –       | –       | 28      | 1       |
| Soči                | Celkově           | Celkově                          | 98     | 19   | 14            | 2             | 3             | 0             | —       | —       | 115     | 21      |
| Chimki              | 2024/25           | Ruská Premier Liga               | 0      | 0    | 1             | 0             | —             | —             | —       | —       | 1       | 0       |
| Ural Jekatěrinburg  | 2024/25           | Futbolnaja nacionalnaja liga     | 7      | 0    | 2             | 0             | —             | —             | —       | —       | 9       | 0       |
| Celkově v kariéře   | Celkově v kariéře | Celkově v kariéře                | 415    | 42   | 37            | 4             | 21            | 2             | 2       | 0       | 475     | 48      |